# Ranz und May

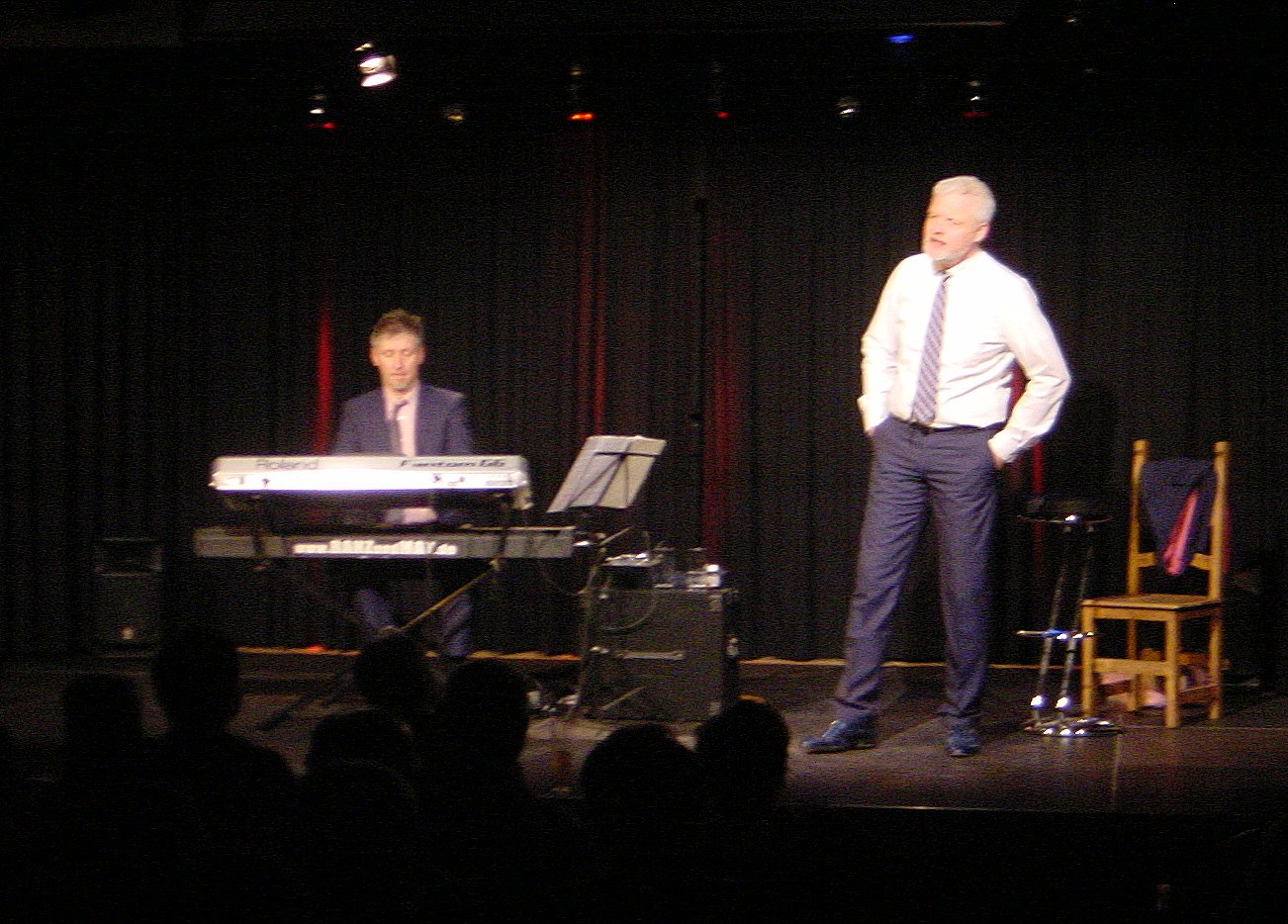
Ranz (re) und May (li) in Pirna, Kleinkunstbühne Q24

Ranz und May ist ein Kabarett-Duo aus Potsdam, bestehend aus Michael Ranz und Edgar May.

## Geschichte
Kennengelernt haben sich Michael Ranz und Edgar May 1997 bei der Aufzeichnung zur SFB-Sendung „Satirefest“. 1998 gab es ein erstes gemeinsames Programm, das vom Potsdamer Kabarett, an welchem Ranz bis ins Jahr 2000 festes Ensemblemitglied war, produziert wurde. Es folgten bis heute dreizehn weitere gemeinsame Bühnenprogramme sowie eine Fernsehsendung.

## Die Künstler
Michael Ranz (* 1964 in Belzig/Brandenburg) studierte 1986–1990 an der Hochschule für Schauspielkunst Berlin und war danach als Schauspieler am Satire-Theater Potsdam tätig. Er hatte auch kleinere Nebenrollen in Filmen (z. B. „Der Tangospieler“, „Praxis Bülowbogen“) und 1991–1993 eine eigene Rundfunksendung bei Antenne Brandenburg. Ranz wirkte bei den DFF-Sportsatiren und den ORB-Kurzsatiren („Döner for one“) mit und hatte Fernseh-Live-Auftritte bei ORB und H3. Er trat auch beim SFB-Satirefest und bei den MDR-Satire-Sendungen „Lachbar“, „Der Landreiter“ und „Rettet mein Leibgericht“ auf.
Edgar May (* 1960 in Weimar/Thüringen) studierte 1978–1983 Musik an Franz-Liszt-Hochschule Weimar, bevor er Schauspielkapellmeister beim Theater Erfurt wurde. Ab 1985 arbeitete er als Komponist, musikalischer Leiter und Bühnenmusiker am Schauspiel Bonn, dem Staatstheater Wiesbaden u. a. Ab 1990 war er musikalischer Begleiter der Chansonette Susanne Seidler in fünf Programmen. Er hatte bis 1998 auch die musikalische Leitung bei diversen Revuen und Shows am Haus der Springmaus Bonn inne. Seit 1998 ist er Ensemblemitglied am Kölner Improvisationstheater 3 Kölsch ein Schuss.

## Bühnenprogramme
- 1998 „Ein Melker in New York“
- 1999 „Wir kommen zweimal“
- 1999 „Mallorca adé!“
- 2000 "Tiefergelegt"
- 2001 „Noch Schmerzen?!“
- 2003 „Cash“
- 2005 „Schönen Dank nochmal!“
- 2007 „Iss wenigstens das Fleisch!“
- 2008 „Mutti ist die Allerbest(i)e“
- 2010 „Nackig“
- 2011 „Gutmensch ärgere dich nicht!“
- 2013 „Wir schenken uns nichts!“
- 2014 „Neue MännInnen braucht das Land!“
- 2015 "Wer Lust hat, der kommt"
- 2016 "Fräulein, zweimal Herrengedeck!"
- 2018 "Die Leute gucken schon"
- 2020 "Kein Netz, aber drei Klotüren"
- 2023 "Das Schwein bestimmt das Bewußtsein"
- 2025 "Ich könnt´ schon wieder!"

## Video- und Diskografie
- 2007 CD Ranz und May in Concert
- 2010 DVD Mutti ist die Allerbest(i)e
- 2010 DVD Nackig
- 2011 DVD Gutmensch ärgere dich nicht!